# Wydawnictwo Czarna Owca
Wydawnictwo Czarna Owca (do 3 czerwca 2009 działające pod nazwą Wydawnictwo Jacek Santorski & Co) – polskie wydawnictwo z siedzibą w Warszawie, założone w 1991.
Oficyna wydawnicza w początkach działalności specjalizowała się w  literaturze psychologicznej, z czasem poszerzyła swą ofertę. W katalogu Czarnej Owcy znajduje się literatura piękna, prace z zakresu psychologii i psychoterapii (np. seria Psychologia na co dzień), poradniki, przewodniki duchowe, książki dla dzieci i młodzieży, literatura skandynawska, kryminały oraz poradniki i książki o seksie.
Wydawnictwo ma dwa imprinty: 
- Echa (od 2020)  – redakcja selekcjonuje tytuły, stawiając na nagradzanych autorów (wśród nich np. laureat Nagrody Nowej Fantastyki – Zagraniczna książka roku 2021 - Czarny Lampart, Czerwony Wilk czy Kształt ruin finalistka Międzynarodowej Nagrody Bookera), dba o jakość przekładów i okładki, które w niektórych przypadkach są polskimi adaptacjami tych oryginalnych, a czasami projektami najzdolniejszych polskich grafików[1].

- ToTamto (od 2022)[2] – publikowane książki to propozycje dla dziewczynek i chłopców w grupach wiekowych 3–5, 6–8 i 9–12 lat. To ilustrowane opowieści rozbudzające wyobraźnię, książki aktywnościowe, dzięki którym nauka staje się dobrą zabawą, oraz publikacje edukacyjne[3].

## Wybrane serie wydawnicze
- Literatura skandynawska (Kerstin Ekman, Per Olov Enquist, Camilla Läckberg)
- Młodzi Gniewni. Europa
- Niebaśnie
- Ciało, zmysły, seks
- Czarna Seria (Håkan Nesser, Jonas Moström, Liza Marklund)
- Czerwona Seria
- Szmaragdowa seria (Edward Rutherfurd, Julie Orringer)
- Duże litery[4]
- Terapia traumy (Peter A. Levine, Fritz Riemann)
- Bez tabu (Pernilla Atalfelt, Anna Laszuk)
- Biblioteka Kongresu Kobiet (Simone de Beauvoir, Aneta Górnicka-Boratyńska)
- Samo życie (Halszka Opfer)
- Oblicza duchowości
- Na tropie zbrodni
- Osho – nowa jakość życia